# Christina Riegel
Christina "Tina" Riegel (Stuttgart, Alemanha Ocidental, 25 de agosto de 1965) é uma ex-patinadora artística alemã, que competiu representando a Alemanha Ocidental. Ela conquistou com Andreas Nischwitz uma medalha de bronze em campeonatos mundiais, uma medalha de prata em campeonatos europeus e foi tricampeã do campeonato nacional alemão. Riegel e Nischwitz disputaram os Jogos Olímpicos de Inverno de 1980, terminando na oitava posição. Riegel também competiu no individual feminino, conseguindo duas medalhas de bronze no campeonato nacional alemão e a 18.ª posição nos Jogos Olímpicos de Inverno de 1980.

## Principais resultados

### Duplas com Andreas Nischwitz
| Jogos Olímpicos                                       |                 | 8.ª             |                   |  |  |  |  |  |  |  |  |  |  |  |  |
| Campeonato Mundial                                    | 8.ª             | 5.ª             | Medalha de bronze |  |  |  |  |  |  |  |  |  |  |  |  |
| Campeonato Europeu                                    | 8.ª             | 6.ª             | Medalha de prata  |  |  |  |  |  |  |  |  |  |  |  |  |
| Nacional                                              |                 |                 |                   |  |  |  |  |  |  |  |  |  |  |  |  |
| Campeonato Alemão                                     | Medalha de ouro | Medalha de ouro | Medalha de ouro   |  |  |  |  |  |  |  |  |  |  |  |  |
|                                                       |                 |                 |                   |  |  |  |  |  |  |  |  |  |  |  |  |
| Legenda: Competição não foi disputada nesta temporada |                 |                 |                   |  |  |  |  |  |  |  |  |  |  |  |  |

### Individual feminino
| Jogos Olímpicos                                                       | 18.ª              |                   |  |  |  |  |  |  |  |  |  |  |  |  |  |
| Campeonato Mundial                                                    | 19.ª              |                   |  |  |  |  |  |  |  |  |  |  |  |  |  |
| Campeonato Europeu                                                    | WD                |                   |  |  |  |  |  |  |  |  |  |  |  |  |  |
| Nacional                                                              |                   |                   |  |  |  |  |  |  |  |  |  |  |  |  |  |
| Campeonato Alemão                                                     | Medalha de bronze | Medalha de bronze |  |  |  |  |  |  |  |  |  |  |  |  |  |
|                                                                       |                   |                   |  |  |  |  |  |  |  |  |  |  |  |  |  |
| Legenda: WD = Abandonou; Competição não foi disputada nesta temporada |                   |                   |  |  |  |  |  |  |  |  |  |  |  |  |  |